# Raia-de-seis-guelras
A raia-de-seis-guelras (Hexatrygon bickelli) é uma espécie de arraia e o único membro existente da família Hexatrygonidae. Embora várias espécies de raias-de-seis-guelras tenham sido descritas historicamente, elas podem representar variações em uma única espécie muito difundida. Esse animal flácido e de corpo pesado, descrito apenas em 1980, é único entre as arraias por ter seis pares de fendas branquiais em vez de cinco. Com até 1,7 m de comprimento, possui um disco de nadadeira peitoral arredondado e um focinho longo, triangular e flexível, preenchido com uma substância gelatinosa. É marrom na parte superior e branco na parte inferior, e não possui dentículos dérmicos.
De natureza bentônica, a raia-de-seis-guelras é normalmente encontrada nos taludes continentais superiores e nos montes submarinos em profundidades de 500 a 1.120 m. Ela foi registrada em locais dispersos no Indo-Pacífico, da África do Sul ao Havaí. Essa espécie provavelmente usa seu focinho para sondar alimentos no sedimento do fundo do mar. Suas mandíbulas são bastante protuberantes, o que lhe permite capturar presas enterradas. A raia-de-seis-guelras é vivípara, com ninhadas de dois a cinco filhotes. A IUCN avaliou essa arraia como espécie pouco preocupante, pois ela enfrenta uma pressão de pesca mínima na maior parte de sua área de distribuição.

## Taxonomia e filogenia
A primeira raia-de-seis-guelras conhecida, uma fêmea intacta com 64 cm de diâmetro, foi encontrada em uma praia perto de Porto Elizabeth, na África do Sul. Ela foi descrita como uma nova espécie e colocada em sua própria família por Phil Heemstra [en] e Margaret Mary Smith [en], em um artigo de 1980 para o Ichthyological Bulletin do J. L. B. Smith Institute of Ichthyology. O nome genérico Hexatrygon é derivado do grego hexa (“seis”) e trygon (“arraia”), referindo-se ao número de fendas branquiais. O nome específico bickelli homenageia Dave Bickell, um jornalista que descobriu o espécime original.
Após a descrição de H. bickelli, outras quatro espécies de raias-de-seis-guelras foram descritas com base em diferenças morfológicas. No entanto, sua validade foi questionada depois que estudos comparativos revelaram que características como o formato do focinho, as proporções do corpo e o número de dentes variam muito com a idade e entre os indivíduos. Os taxonomistas, portanto, concluíram provisoriamente que existe apenas uma única espécie de raia-de-seis-guelras, embora seja necessária uma análise genética para determinar se esse é realmente o caso. Estudos filogenéticos usando dados morfológicos e genéticos geralmente concordam que a raia-de-seis-guelras é o membro mais basal da linhagem de arraias da subordem  Myliobatoidei. Um parente extinto, H. senegasi, viveu durante o Eoceno Médio (49-37 milhões de anos atrás).

## Descrição
A raia-de-seis-guelras tem um corpo volumoso e flácido com um disco de nadadeira peitoral arredondado que é mais longo do que largo. O focinho triangular é muito mais longo nos adultos do que nos jovens (perfazendo quase dois quintos do comprimento do disco) e é preenchido com um material gelatinoso transparente; por causa disso, o focinho de um espécime morto pode encolher significativamente quando exposto ao ar ou a conservantes. Os olhos minúsculos são colocados bem afastados e bem à frente dos espiráculos maiores. Entre as narinas amplamente espaçadas há um par de abas curtas e carnudas que se unem no meio para formar uma cortina de pele. A boca é larga e quase reta. Em cada mandíbula, há de 44 a 102 fileiras de dentes pequenos e rombos dispostos em um padrão quincôncio; os dentes são mais numerosos nos adultos. Seis pares de pequenas fendas branquiais ocorrem na parte inferior do disco; todas as outras raias têm cinco pares (alguns tubarões também têm seis ou mais pares de fendas branquiais, por exemplo, no gênero Hexanchus [en]). Um espécime registrado tinha seis fendas branquiais no lado esquerdo e sete no lado direito. Suas nadadeiras pélvicas são bastante grandes e arredondadas.
A cauda é moderadamente grossa e mede cerca de 0,5 a 0,7 vezes o comprimento do disco. Um ou dois espinhos serrilhados e urticantes estão presentes em sua superfície dorsal, bem atrás da base. A extremidade da cauda apresenta uma nadadeira caudal longa e baixa em forma de folha, quase simétrica acima e abaixo. A pele é delicada e totalmente desprovida de dentículos dérmicos. O disco é marrom-arroxeado a rosado na parte superior, escurecendo ligeiramente nas margens da nadadeira; a pele é facilmente desgastada, deixando manchas brancas. A parte inferior do disco é branca com margens escuras nas nadadeiras peitorais e pélvicas. O focinho é translúcido, e a cauda e a nadadeira caudal são quase pretas. O maior espécime conhecido é uma fêmea de 1,7 m de comprimento.

## Distribuição e habitat
A raia-de-seis-guelras foi registrada em locais amplamente espalhados no Indo-Pacífico. No Oceano Índico, ela foi registrada na África do Sul, ao largo de Porto Elizabeth e Porto Alfred [en], no sudoeste da Índia, em várias ilhas da Indonésia e na Austrália Ocidental, de Exmouth Plateau [en] a Baía Shark. No Oceano Pacífico, foi encontrado do Japão a Taiwan e às Filipinas, bem como ao largo do Recife Flinders [en] em Queensland, Nova Caledônia e Havaí. Essa espécie que vive no fundo do mar normalmente habita os taludes continentais superiores e os montes submarinos em profundidades de 500 a 1.120 m. Entretanto, ocasionalmente se aventura em águas mais rasas, com uma raia observada se alimentando a uma profundidade de 30 m ao largo do Japão. Ela pode ser encontrada em substratos de fundo arenoso, lamacento ou rochoso.

## Biologia e ecologia

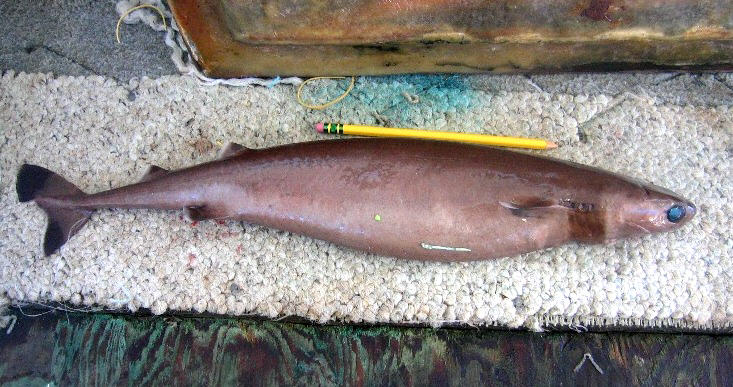
O tubarão-chaturo é conhecido por atacar a raia-de-seis-guelras.

O longo focinho da raia-de-seis-guelras é muito flexível, tanto vertical quanto horizontalmente, sugerindo que a arraia o utiliza para sondar alimentos no sedimento do fundo. A parte inferior do focinho é coberta por ampolas de Lorenzini bem desenvolvidas, dispostas em fileiras longitudinais, que são capazes de detectar os minúsculos campos elétricos produzidos por outros organismos. A boca pode ser projetada para baixo mais do que o comprimento da cabeça, provavelmente permitindo que a arraia extraia presas enterradas. As mandíbulas são pouco mineralizadas, o que sugere que ela não se alimenta de animais de casca dura. Há um registro de um espécime com um ferimento de um tubarão-charuto (Isistius brasiliensis). A reprodução da raia-de-seis-guelras é vivípara, com ninhadas documentadas de dois a cinco filhotes. As arraias recém-nascidas medem cerca de 48 cm de comprimento. Tanto os machos quanto as fêmeas atingem a maturidade sexual com aproximadamente 1,1 m de comprimento.

## Interações com seres humanos
Na maior parte das vezes, há pouca atividade de pesca nas profundidades ocupadas pela raia-de-seis-guelras, por isso a IUCN a classificou como espécie pouco preocupante. Nas águas ao redor de Taiwan, ela é capturada em pequenas quantidades como fauna acompanhante em redes de arrasto. A taxa de captura parece ter diminuído nos últimos anos, levando a preocupações de que ela possa estar sendo pescada em excesso no local, embora faltem dados quantitativos.